# Ambystoma mavortium
Ambystoma mavortium, ou Salamandra Tigrada, é uma espécie de anfíbio caudado pertencente à família Ambystomatidae.